# Forêt refuge du Lac-Matapédia
Der Forêt refuge du Lac-Matapédia ist ein am 2. April 2008 unter Schutz gestelltes Waldgebiet im Osten der kanadischen Provinz Québec, in dem sich drei Populationen einer Orchideenart (Calypso bulbosa) finden, die in der Provinz als gefährdet gelten. Das Gebiet repräsentiert die Ökoregion nördliche Appalachen.
Der Name des Schutzgebietes bezieht sich auf einen See, den Lac Matapédia, aus dem drei Flüsse entspringen, darunter der Matapédia. Dessen Name geht auf eine Bezeichnung der Mi’kmaq zurück, die bedeutet Fluss, der sich in mehrere Arme aufteilt.

## Geographie
Der Wald befindet sich an der Südseite des Sankt-Lorenz-Stroms im Matapédia-Tal 400 km nordöstlich von Québec, 14 km nordwestlich von Amqui. Dieses Gebiet liegt in der Regionalen Grafschaftsgemeinde von La Matapédia. Der Wald selbst beherrscht zwei etwa gleich große Gebiete zu beiden Seiten des Cap Pioui, einer Hügellandschaft im Nordwesten des Lac Matapédia, die sich zwischen 160 und 230 m über dem Meeresspiegel erhebt. Von den Wasserläufen im Schutzgebiet trägt nur ein einziger Bach einen Namen, nämlich der Ruisseau de la Baie-à-Zénon.
Der Untergrund besteht aus Sedimentgestein (Schiefer, Sandstein, Kalkstein sowie Konglomerat). Diese Sedimente stammen aus dem Kambrium und dem Ordovizium und wurden auf ein Alter von 525 bis 448 Millionen Jahren datiert.

## Flora
Die dominierende Baumart ist der Abendländische Lebensbaum (franz.: Thuya occidental), dessen Bestände im frankophonen Nordamerika als „cédrières“ bezeichnet werden, begleitet von Balsam-Tannen, in geringerem Maße auch von Schwarz-Fichten. Es handelt sich um einen der letzten Standorte dieser Art am unteren Sankt-Lorenz.